# Abbans-Dessus
Abbans-Dessus is een gemeente in het Franse departement Doubs (regio Bourgogne-Franche-Comté) en telt 274 inwoners (1999). De plaats maakt deel uit van het arrondissement Besançon.

## Geografie

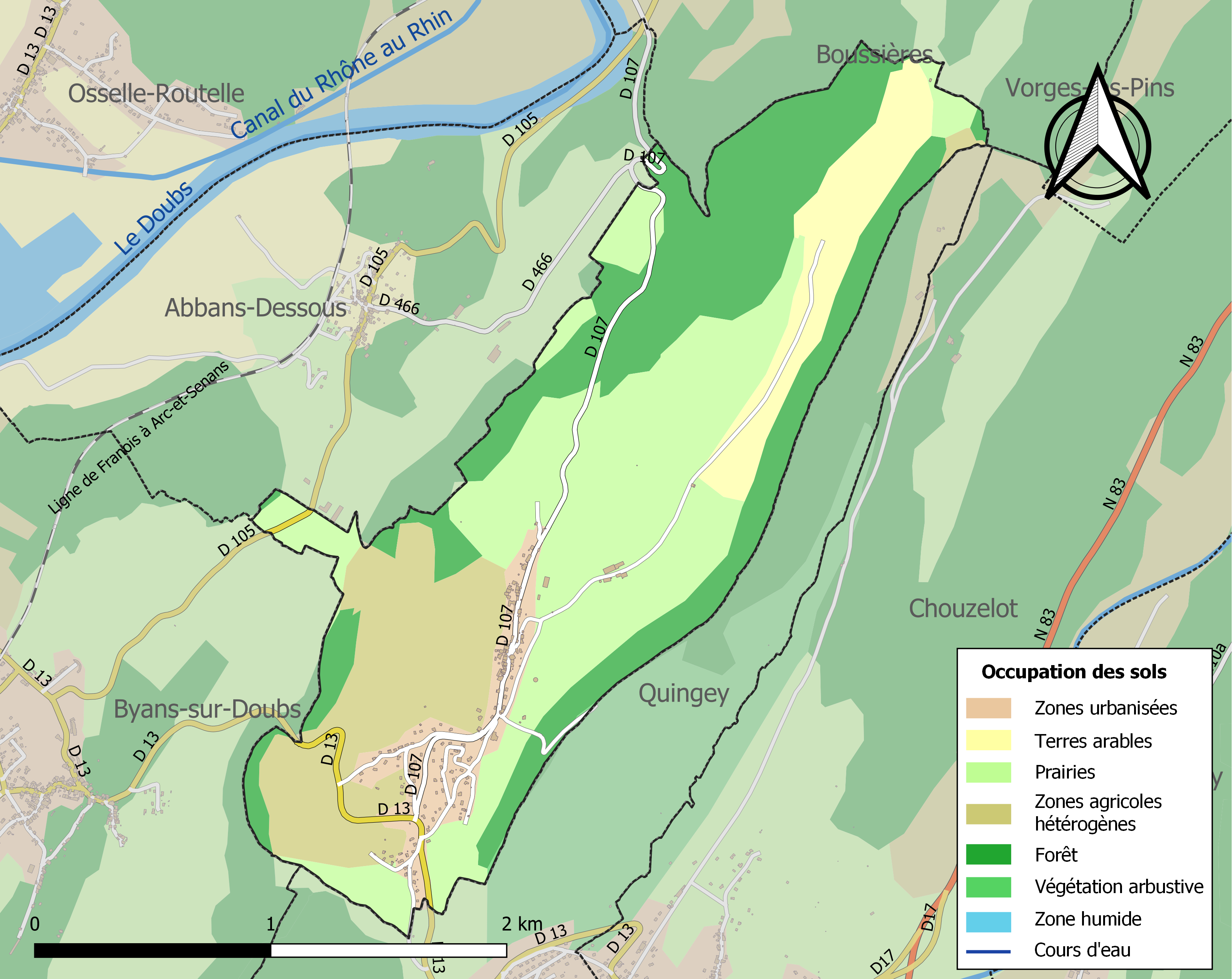
Kaart van de gemeente met de belangrijkste infrastructuur, bodemgebruik en omliggende gemeenten

De oppervlakte van Abbans-Dessus bedraagt 4,4 km², de bevolkingsdichtheid is 62,3 inwoners per km².

## Demografie
Onderstaande figuur toont het verloop van het inwonertal (bron: INSEE-tellingen).

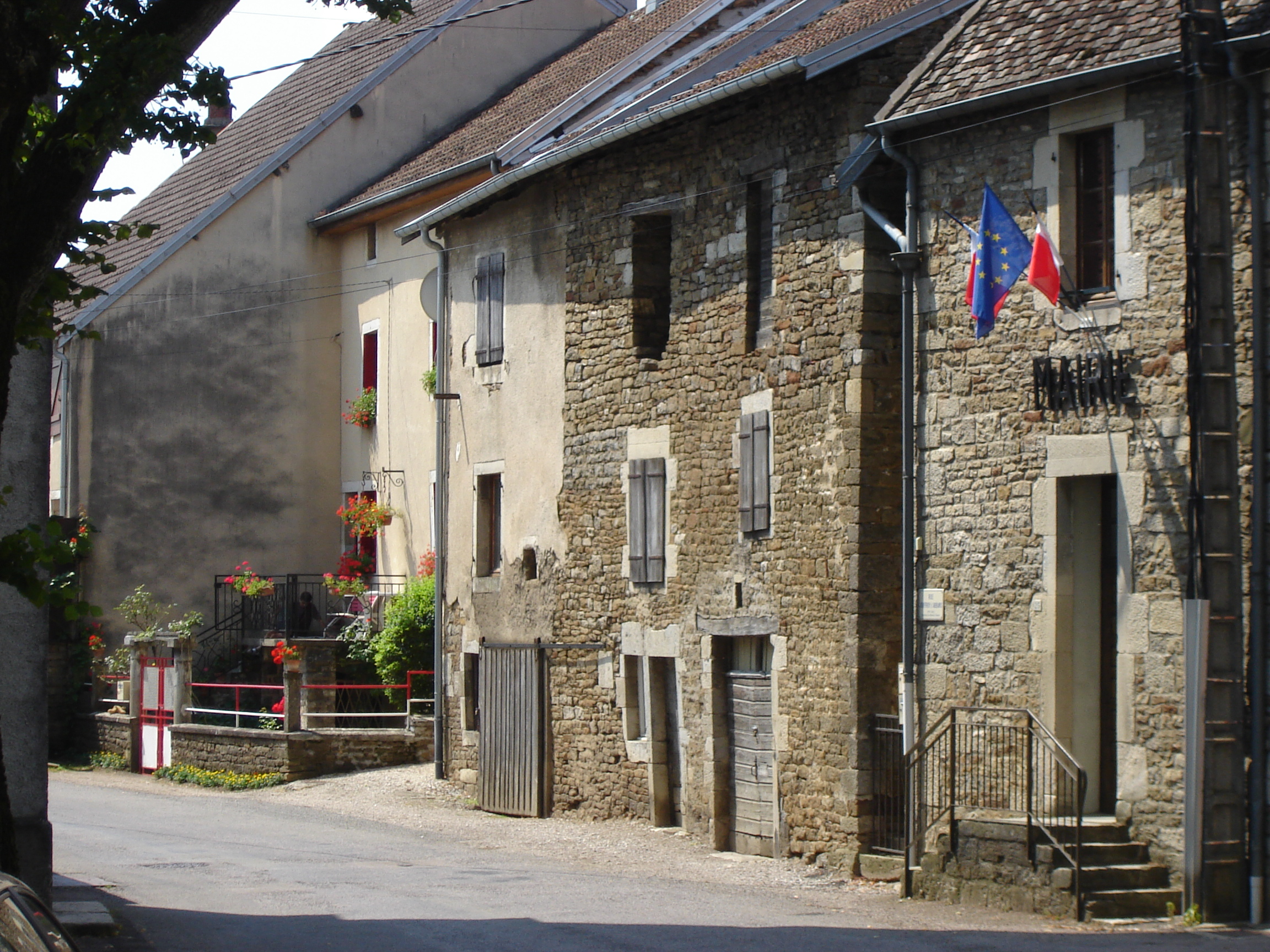
Gemeentehuis van Abbans-Dessus